# أندرو غونثر
أندرو غونثر (بالإنجليزية: Andrew Guenther)‏ هو رسام أمريكي، ولد في 1976 في ويتون في الولايات المتحدة.

## وصلات خارجية
- الموقع الرسمي